# Silbiger-ház (Miskolc, Széchenyi utca 52.)
A Silbiger-ház Miskolcon, a Széchenyi István utca 52. szám alatt áll, és 1880–1888 között épült. Műemlék.

## Története
A Silbiger-ház 1880–1888 között épülhetett, és nevét Silbiger József posztó- és gyapjú-kelme nagykereskedőről kapta. A ház építési dokumentációja nem maradt meg, ezért az építés körülményeiről nem sok mindent lehet tudni. Az azonban ismert, hogy itt, az épület egyik udvari épületében, a keleti oldalon működött 1888-tól a Wilhellm Henrik és Jenei Soma által alapított első miskolci telefonközpont. 1900-ban a távközlés állami tulajdonba került, és a telefonközpont átköltözött a Deák (ma Déryné) utcába. A központ elhelyezkedésével kapcsolatban némi ellentmondás mutatkozik Wilhellm Henrik egyik későbbi, 1930-as nyilatkozata miatt: „A központ a Széchenyi utcán, a Silbiger-féle házban volt, és a központba, miután akkor még a ház nem volt átalakítva, az utcáról lépcsőn kellett felmenni.” Ez talán úgy lehet értelmezni, hogy a telefonközpont a Takarékpénztár helyén volt, ahova (valószínűleg néhány) lépcsőn lehetett felmenni, és maga a központ – ha valóban igaz az udvari elhelyezkedés – átnyúlhatott az udvari épületekig. Egy 1911 körül készült fényképen jól látható, hogy a kapubejáró két oldalán kialakított földszinti üzleteknek (a Belvárosi Takarékpénztár Rt. miskolci fiókja, Méth Jenő divatkereskedése) egységes, díszesen faragott, fából készült portáljai voltak. A ház utcai és udvari üzletbérlői az eltelt évtizedek során gyakran változtak. Az 1960–70-es években az üzletek portáljait alumínium-acélszerkezetessé alakították, és ekkor cipőbolt és vas-edényüzlet működött bennük. 2017-ben a főutcai üzlethelyiségekben presszók működnek.

## Leírása
Ötaxisú, szimmetrikus elrendezésű, egyemeletes lakó-üzletház. Kapubejárója középen van, fölötte enyhén kiemelkedő rizalit van, előtte emeleti erkély helyezkedik el, páros erkélyajtókkal. Az erkély korlátja mívesen kialakított öntött- (kovácsolt-?) vas munka. Az ablakokat stukkódíszes kereteléssel látták el. A könyöklőpárkányok alatt kagylódíszes, griffes, az egyenes szemöldökpárkányok fölött pedig volutás, akrotériodonos stukkódíszeket helyeztek el. A koronázópárkány íves konzolokon nyugszik, a közökben rozettás díszek vannak. Felül baluszteres áttört attika helyezkedik el, ez korábban az épület teljes szélességében megvolt. A 2000-es években megvalósult felújítás során az üzletek kor- és stílushű portálokat kaptak, ugyanekkor az udvari épületek hátsó, déli frontját megnyitották, és a Szinván gyaloghidat építettek.

## Képek

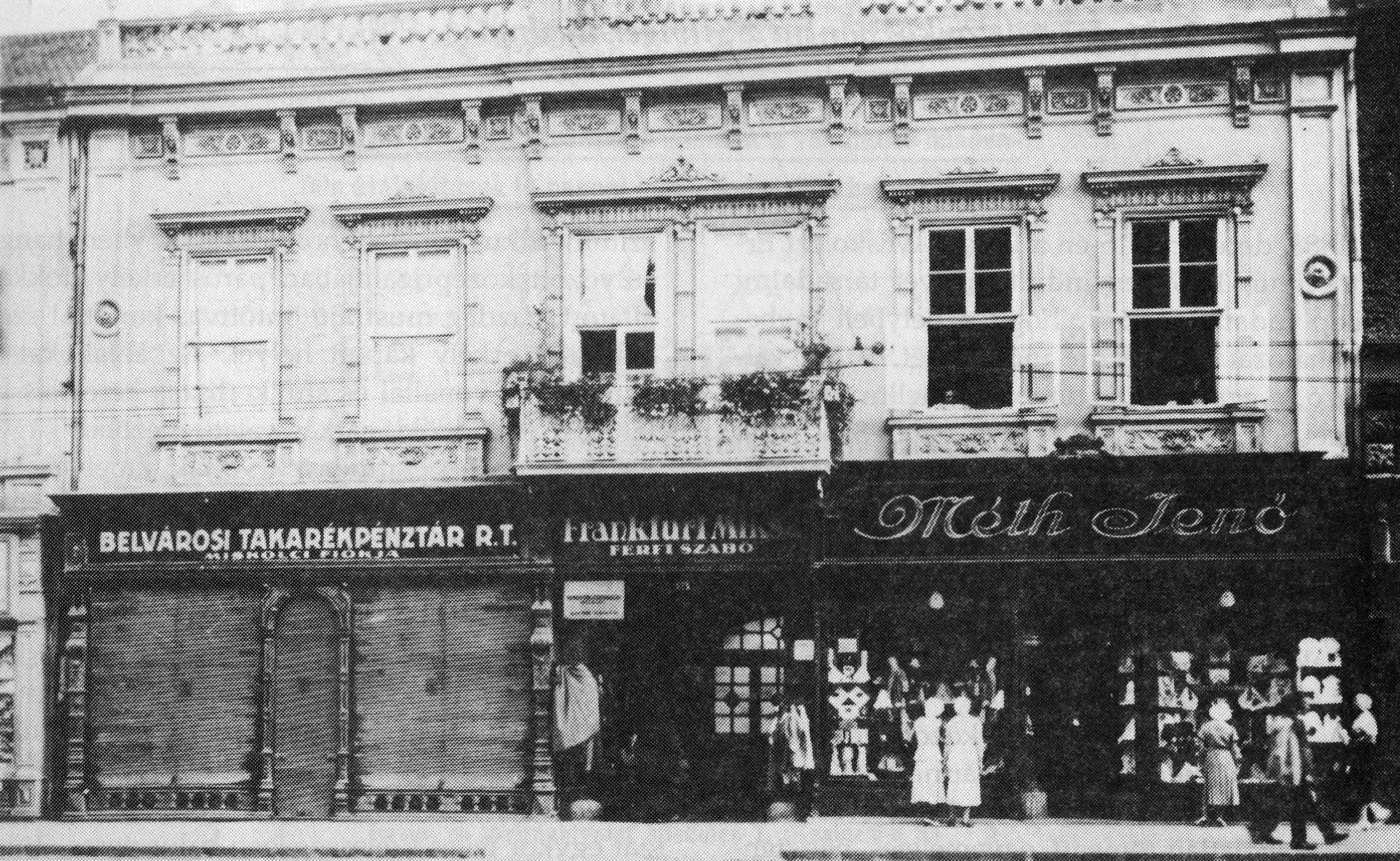
A Silbiger-ház 1910-ben
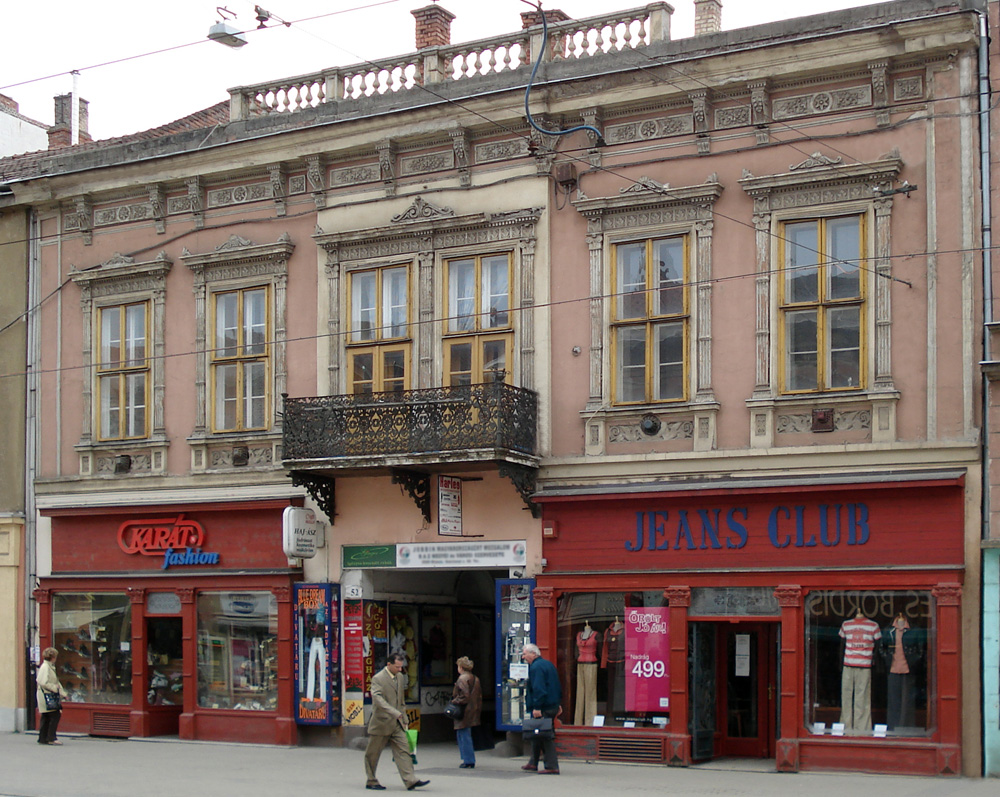
Az épület 2010-ben
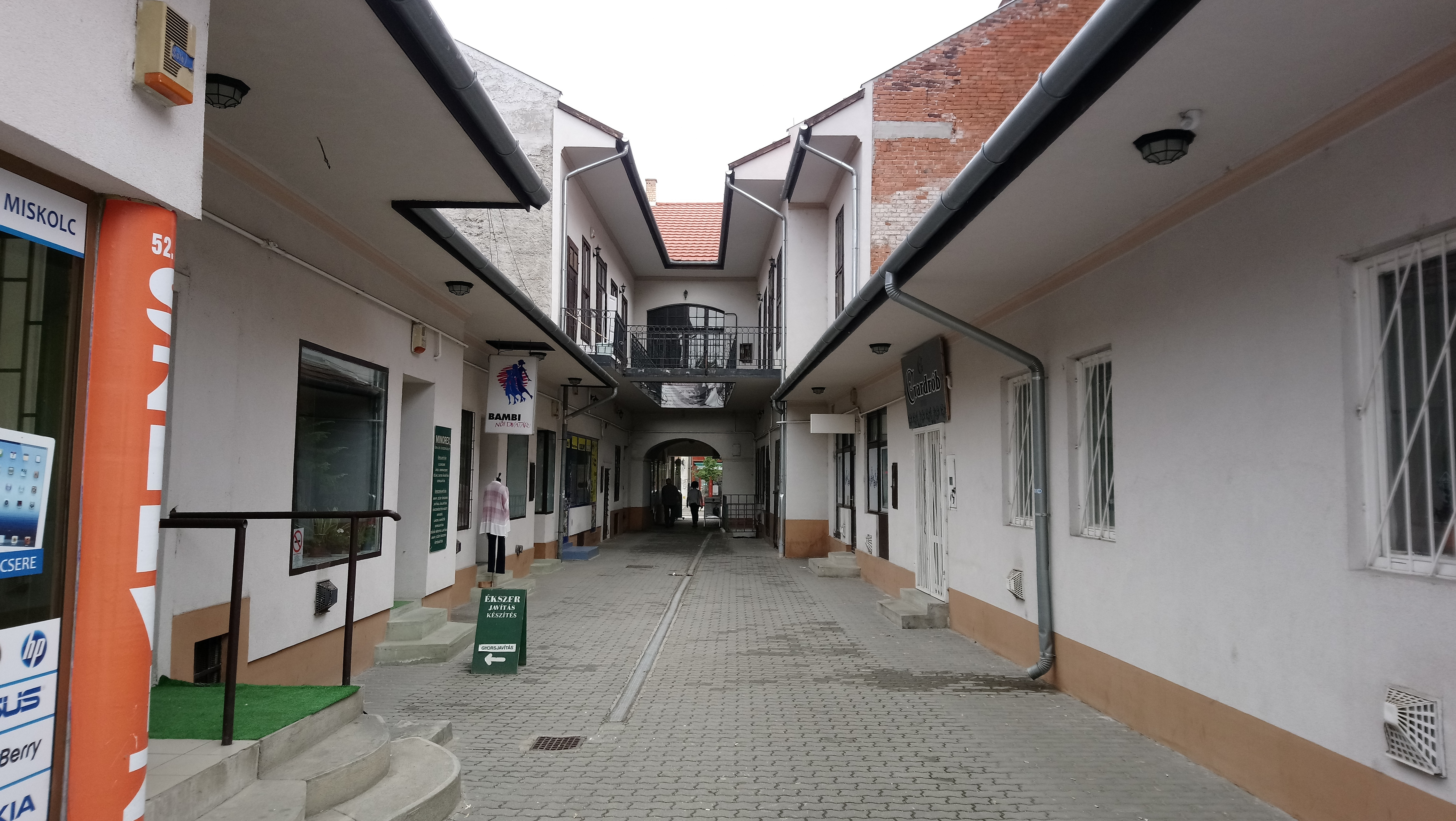
Az udvari rész délről